# ترانه سرباز کوچک
ترانه سرباز کوچک (آلمانی: Ballade vom kleinen Soldaten) فیلمی در ژانر مستند به کارگردانی ورنر هرتسوک است که در سال ۱۹۸۴ منتشر شد.

## موضوع و پیام
«ترانه سرباز کوچک» به بررسی استفاده از کودکان به عنوان سرباز در نیکاراگوئه در طول جنگ داخلی می‌پردازد. هرتسوک با تمرکز بر کودکان، به تصویر کشیدن تأثیرات مخرب جنگ بر زندگی آن‌ها و از دست دادن معصومیت دوران کودکی می‌پردازد. فیلم نه تنها به مسائل سیاسی و اجتماعی جنگ، بلکه به جنبه‌های انسانی و روانشناختی آن نیز می‌پردازد. هرتسوک با استفاده از مصاحبه‌ها و تصاویر مستند، به بیننده نشان می‌دهد که چگونه جنگ می‌تواند کودکان را به سربازانی بی‌رحم تبدیل کند. این فیلم یک هشدار جدی در مورد استفاده از کودکان در جنگ‌ها و تأثیرات مخرب آن است.